# Sveriges rigsmarsk
Sveriges rigsmarsk (svensk: Sveriges riksmarsk) var et fremtrædende svensk rigsembede, der eksisterede fra 1268 til 1676. I rang kom rigsmarsken lige efter rigsdrosten. 
Rigsmarsken var en fremtrædende politiker, der var leder af hæren. Han var altså forsvarsminister og generalstabschef. 

## Ikke en embedsmand ved hoffet
Embedet har ingen forbindelse til det nuværende hofembede som Sveriges riksmarskalk. Denne hofmand har ansvaret for de kongelige stalde, og han er hoffets chef, men han har ingen militære opgaver. Bortset fra planlægning af statsbesøg og protokollære forbindelser til regering og rigsdag har han heller ingen politiske opgaver. 

## Kendte indehavere af embedet som rigsmarsk
(Listen er ikke fuldstændig)
- Karl Knutsson (Bonde) (1435-1436), senere konge af Sverige og Norge.
- Svante Nilsson (Sture) (under kong Hans af unionsrigerne – senest 1503), senere rigsforstander.
- Magnus Brahe (1564-1633) (1607-1612)
- Gustaf Horn (1653-1657)
- Carl Gustaf Wrangel (1664-1676)